# Falsohomaemota
Falsohomaemota is een kevergeslacht uit de familie van de boktorren (Cerambycidae). De wetenschappelijke naam van het geslacht werd voor het eerst geldig gepubliceerd in 1961 door Hayashi.

## Soorten
Falsohomaemota omvat de volgende soorten:
- Falsohomaemota novaecaledonica Hayashi, 1961
- Falsohomaemota viridis Sudre & al., 2013